# Championnat de Libye de football 1985-1986
Navigation
Saison précédente Saison suivante
La saison 1985-1986 du Championnat de Libye de football est la dix-huitième édition du championnat de première division libyen. Seize clubs prennent part au championnat organisé par la fédération. Les équipes sont réparties en deux poules où elles rencontrent leurs adversaires deux fois, à domicile et à l'extérieur. À l'issue du championnat, les deux premiers de chaque poule accèdent à la phase finale et il n'y a pas de relégation afin de faire passer le championnat à 18 clubs.
C'est le club d'Al Ittihad Tripoli qui remporte la compétition, après avoir battu Al Ahly Tripoli en finale. C'est le quatrième titre de champion de Libye de l'histoire du club, qui réussit le doublé en remportant également la Coupe de Libye.

## Les clubs participants
| - Al Medina Tripoli - Al Ahly Benghazi - Al Ittihad Tripoli - Al Tahaddy Benghazi - Al Africy - Al Shabab Al-Arabe - Alakhdhar S.C. - Promu de Second Division - Al Mahalah Tripoli | - Al Ahly Tripoli - Al Nasr Benghazi - Al Wahda Tripoli - Al Hilal Benghazi - Asswehly Sports Club - Al Soukour Tobrouk - Al Dhahra Tripoli - Al Olympic Zaouia - Promu de Second Division |

## Compétition

### Première phase
Le classement est inconnu, on sait juste les équipes participantes et celles qui se qualifient pour la phase finale. De plus, contrairement aux autres saisons, le nombre de clubs par poule diffère cette année, ils sont sept dans le groupe A (Est) et neuf dans le groupe B (Ouest). 

#### Groupe A
| Rang | Équipe              | Pts | J  | G | N | P | Bp | Bc | Diff |
| ---- | ------------------- | --- | -- | - | - | - | -- | -- | ---- |
| 1    | Al Nasr Benghazi    |     | 12 |   |   |   |    |    |      |
| 2    | Al Ahly Benghazi    |     | 12 |   |   |   |    |    |      |
| 3    | Al Africy           |     | 12 |   |   |   |    |    |      |
| 4    | Alakhdhar S.C.P     |     | 12 |   |   |   |    |    |      |
| 5    | Al Hilal Benghazi   |     | 12 |   |   |   |    |    |      |
| 6    | Al Tahaddy Benghazi |     | 12 |   |   |   |    |    |      |
| 7    | Al Soukour Tobrouk  |     | 12 |   |   |   |    |    |      |

| Qualifications et relégations | Qualifications et relégations      |
| ----------------------------- | ---------------------------------- |
|                               | Qualification pour la phase finale |
|                               | P : Club promu de Second Division  |

#### Groupe B
| Rang | Équipe               | Pts | J  | G | N | P | Bp | Bc | Diff |
| ---- | -------------------- | --- | -- | - | - | - | -- | -- | ---- |
| 1    | Al Ittihad Tripoli   |     | 16 |   |   |   |    |    |      |
| 2    | Al Ahly Tripoli      |     | 16 |   |   |   |    |    |      |
| 3    | Al Shabab Al-Arabe   |     | 16 |   |   |   |    |    |      |
| 4    | Al Dhahra TripoliT   |     | 16 |   |   |   |    |    |      |
| 5    | Al Medina Tripoli    |     | 16 |   |   |   |    |    |      |
| 6    | Asswehly Sports Club |     | 16 |   |   |   |    |    |      |
| 7    | Al Olympic ZaouiaP   |     | 16 |   |   |   |    |    |      |
| 8    | Al Wahda Tripoli     |     | 16 |   |   |   |    |    |      |
| 9    | Al Mahalah Tripoli   |     | 16 |   |   |   |    |    |      |

| Qualifications et relégations | Qualifications et relégations                         |
| ----------------------------- | ----------------------------------------------------- |
|                               | Qualification pour la phase finale                    |
|                               | T : Tenant du titre P : Club promu de Second Division |

### Phase finale

#### Demi-finales
| Équipe 1         | Résultat | Équipe 2           | Aller | Retour |
| ---------------- | -------- | ------------------ | ----- | ------ |
| Al Ahly Tripoli  | 8 - 5    | Al Nasr Benghazi   | 6 - 2 | 2 - 3  |
| Al Ahly Benghazi | 0 - 1    | Al Ittihad Tripoli | 0 - 1 | 0 - 0  |

#### Finale
| Équipe 1           | Résultat | Équipe 2        |
| ------------------ | -------- | --------------- |
| Al Ittihad Tripoli | 2 - 1    | Al Ahly Tripoli |

## Bilan de la saison
| Championnat de Libye de football 1985-1986 |                                  |
| Champion                                   | Al Ittihad Tripoli (4e titre)    |
| Coupes et trophées                         |                                  |
| Vainqueur de la Coupe de Libye 1985-1986   | Al Ittihad Tripoli               |
| Qualifications continentales               |                                  |
| Coupe d'Afrique des clubs champions 1987   | Al Ittihad Tripoli               |
| Coupe des Coupes 1987                      | Libya FC                         |
| Promotions et relégations                  |                                  |
| Promus en Premier League                   | Rafik Sorman                     |
| Promus en Premier League                   | Darnes Darnah                    |
| Relégués en Second Division                | Aucun (passage de 16 à 18 clubs) |